# 마원쥔
마원쥔(중국어 정체자: 馬文君, 병음: Mâ Wénjūn, 한자음: 마문군, 1965년 12월 1일~)은 중화민국의 정치인으로, 2024년 난터우현 제1선거구로 출마하여 입법위원으로 당선되었다.